# Dane Cross
Pour les articles homonymes, voir Cross.
Dane Cross, né le 3 octobre 1983 à San Francisco, Californie, est un acteur et réalisateur de films pornographiques américain.

## Biographie
Son nom de scène est issu du croisement de ceux des acteurs Dane Cook et David Cross.
Dane Cross est un ancien étudiant en cinéma et a travaillé comme caméraman.
En 2010, il a reçu l'AVN Award du meilleur débutant (Best Male Newcomer), le XBIZ Award du nouvel acteur masculin de l'année (New Male Performer of the Year) et le XRCO Award du "nouveau mec" (New Stud).
En 2011, il a réalisé son premier film pour le compte de JLA Productions.
Il a été un moment le compagnon de l'actrice Faye Reagan.

## Récompenses
- 2010 : XBIZ Award New Male Performer of the Year)[5]
- 2010 : AVN Award Meilleur débutant (Best Male Newcomer)
- 2010 : XRCO Award New Stud[6]

## Filmographie sélective
- Teacher's Pet (2011)
- Captain America XXX: An Extreme Comixxx Parody (2011)
- Not Married with Children XXX (2009)

## Anecdotes
Il est un ancien élève du Lycée de Santana où a eu lieu une tuerie par un élève le 5 mars 2001.